# Hamilton (Kansas)
Hamilton is een plaats (city) in de Amerikaanse staat Kansas, en valt bestuurlijk gezien onder Greenwood County.

## Demografie
Bij de volkstelling in 2000 werd het aantal inwoners vastgesteld op 334.
In 2006 is het aantal inwoners door het United States Census Bureau geschat op 312, een daling van 22 (-6,6%).

## Geografie
Volgens het United States Census Bureau beslaat de plaats een oppervlakte van
0,8 km², geheel bestaande uit land. Hamilton ligt op ongeveer 345 m boven zeeniveau.

## Plaatsen in de nabije omgeving
De onderstaande figuur toont nabijgelegen plaatsen in een straal van 28 km rond Hamilton.